# Ctianopha argentilinea
Ctianopha argentilinea är en fjärilsart som beskrevs av William Schaus 1906. Ctianopha argentilinea ingår i släktet Ctianopha och familjen tandspinnare. Inga underarter finns listade i Catalogue of Life.